# Răzvan Sava
Răzvan Sergiu Sava (n. 21 iunie 2002, Timișoara, România) este un fotbalist român, care joacă pe post de portar la Udinese în Serie A. Pe plan internațional, are prezențe la națională pentru România Sub-21.

## Cariera de club
A debutat în SuperLiga României cu CFR Cluj pe 14 august 2022, într-o înfrângere cu 0-1 contra echipei FC  Botoșani.
În sezonul 2022-2023 a fost rezerva lui Simone Scuffet⁠(d), dar după plecarea acestuia, a devenit titular la începutul sezonului următor.
În august 2024, a fost cumpărat de la CFR Cluj de echipa italiană Udinese Calcio pentru 2,5 milioane de euro plus bonusuri de alte 1,5 milioane de euro în funcție de performanțele obținute la noul său club și a semnat un contract cu Udinese pentru patru sezoane.